# Селятино
Селя́тино — посёлок городского типа в Наро-Фоминском районе Московской области России, крупнейший населённый пункт муниципального образования «Городское поселение Селятино».
Основан в 1957 году.
Население — 14 536 чел. (2024)
Посёлок Селятино расположен в 32 км к юго-западу от Москвы (от МКАД) в северо-восточной части Наро-Фоминского района, в 20 км к северо-востоку от Наро-Фоминска, рядом с пересечением Киевского шоссе (автодорога M3 «Украина») и Малого Московского кольца (автодорога A107). Железнодорожная станция на линии Москва — Брянск.

## История
В 1680 году пустошь Селятино была вотчиной вдовы Анны Юрьевны Паниной.
Рядом находилась деревня Крутилово, прекратившая своё существование в середине 70-х. Последний, уже нежилой дом, сгорел в 1977 или 1978 году. На месте деревни оставались только дикие яблоневые сады. Все остававшиеся жители деревни Крутилово были переселены в дом № 44 (сейчас дом ул. Спортивная, 44) ещё примерно в 1974—1975 годах.
На месте будущего строительства, выбранного по принципу удобства расположения к железной дороге и автотрассе, ранее располагались бараки военных строителей. На первом этапе было запланировано возведение четырёх 22-квартирных 2-этажных домов и общежития на 108 мест.
В августе 1956 года и в следующем году были построены 2 общежития, в которых поселились семьи монтажников и строителей, а также разместились почта, телефонный узел, сберегательная касса, здравпункт. Первый жилой дом был заселён к 1 мая 1957 года (официальной датой основания посёлка считается сентябрь 1957 года).
К 1958 году были построены все 4 запланированных дома. С 1963 года стали строить только 5-этажные дома (с 1972 года — улучшенной планировки с лоджиями), с 1979 — 9-, 12- и 14-этажные дома.
Летом 1969 года в посёлке было буквально 1-3 жилых дома: № 3 (по идее, первый построенный жилой дом в посёлке), № 4 и № 19 (в тот момент — общежитие). Возможно, достраивались или уже были построены ещё 3-4 жилых дома: № 5, 7, 8, 16 и 17.
Бурное строительство началось после 1969 года — фактически весь посёлок советского периода (более 35 5-этажных домов) был построен в период с 1969 по 1974 год.
Поэтому все дома в посёлке — до и кроме домов комплекса Новое Селятино, построенных в 2010-х — имеют последовательную нумерацию: первый, второй, третий и так далее до 50-х номеров домов.
Путаницу может вносить то, что после дома номер 44 было построено (в конце 70-х — начале 80-х) 6 девятиэтажных домов. Если не брать один из них с номером 30а, остальные 5 домов, разбросанные по посёлку, были пронумерованы 116, 117, 118, 118а и 117а.
Дома с номерами 45-49 были построены в позднесоветское время. С 50 по 55 — в нулевых. Но разрыв в нумерации домов с 55 по 116 остался. Этих жилых домов просто нет.
Административные здания до недавнего времени не имели номеров, или имели, но их никто не знал. Назывались они просто — Почта, Школа, Трест, Клуб и т. д. Никто, например, не знал адреса своей школы (если он был), а знал, что он учится либо в первой школе, либо во-второй. Без адреса. (Названные административные здания, школы, детские сады, специализированные строения в проектной документации указывались под порядковыми номерами 70-99. Например, бывшее общежитие Наро-Фоминского политехникума (ул. Профессиональная 3А) носило номер 92).
Старожилы, впрочем, никогда не путались в нумерации домов посёлка. Например, один из жилых домов никогда не имел номера, находился между домами 23 и 24 и построен примерно в одно время с ними, а назывался этот дом «Орбита» (сейчас — ул. Больничная, 22/23). Это был кооперативный дом, построенный на средства самих жильцов.
В 2004 году посёлок получил статус посёлка городского типа.
К 2005 году были построены 2 новых 14-этажных дома.
В 2025 году рабочий посёлок преобразован в посёлок городского типа.

### Протесты против вырубки лесных массивов
В сентябре 2012 года в Селятино прошли публичные слушания по проекту нового Генплана. Этот проект вызвал противоречивую реакцию местных жителей. Часть селятинцев высказалась против заложенной в проекте вырубки лесных участков, на месте которых администрация запланировала возведение многоквартирных жилых домов. Жители собрали 1631 подпись против такого варианта Генплана, а также в посёлке прошёл митинг в защиту селятинских лесов.
Однако администрация проигнорировала мнение митингующих и собранные подписи. 1 декабря жители организовали автопробег в защиту лесопарковых зон посёлка. Несмотря на всё это, 19—20 декабря 2012 года незаконно в спешном порядке была вырублена основная часть паркового массива между домами № 4, 4А, 5 и 117А.
Жители обратились в различные инстанции, привлекли внимание районных, областных и федеральных СМИ. 25 декабря 2012 года губернатор Московской области Андрей Воробьёв дал поручение «разобраться со скандальной вырубкой лесов в посёлке Селятино».
Местные жители организовали новый сбор подписей против вырубки леса. По данным на конец января 2013 года против вырубки подписались 3800 жителей, что составляет около 30 % населения посёлка.
18 января 2013 года Комитет по лесному хозяйству Московской области признал нарушение лесного законодательства и права собственности РФ в отношении лесного участка в 73 га, расположенного за госпиталем МО РФ по направлению к деревне Рассудово.
В феврале 2013 года в посёлке продолжились акции протеста против вырубки лесов. 12 февраля Наро-Фоминский суд наложил штраф на местную активистку Татьяну Павлову в размере 50 тыс. руб. за блокирование улицы Госпитальная, несмотря на приложенную к делу видеозапись, на которой видно, что ул. Госпитальная была блокирована не Татьяной, а подъехавшим трактором.
19 февраля по решению того же суда Т. Павлову арестовали на 5 суток за «неповиновение законному распоряжению сотрудника полиции».
15 апреля 2013 года в Селятино побывал врио губернатора Московской области А. Воробьёв. Он заявил, что 73 га леса в сторону деревни Рассудово останутся нетронутыми и там не будет построено никакого коммерческого жилья.

Сегодня мы однозначно этот вопрос зафиксировали, проговорили, судебным решением подкрепим свою позицию — на лес никто претендовать не может. В Селятино 73 га леса мы сохраним, и лишь одна задача — облагородить, благоустроить лес для того, чтобы люди могли там проводить время и гулять в безопасности.— А. Воробьёв, врио губернатора Московской области
Вскоре после визита Губернатора Комитет лесного хозяйства Московской области обратился в суд с требованием изъять лесной участок из незаконного владения ОАО «Трест Гидромонтаж».
После длительных разбирательств 26 февраля 2015 года Арбитражный суд Московского округа удовлетворил требования истца и постановил: «Истребовать из незаконного владения ОАО „Трест Гидромонтаж“ земельный участок площадью 730 м². кадастровый номер 50:26:0140601:842 и передать Российской Федерации в лице Комитета лесного хозяйства Московской области.»
Кроме того, суд установил незаконность решения Главы Наро-фоминского района 1992 года о предоставлении тресту указанного участка, так как не было соответствующего решения совета народных депутатов. Таким образом, претензии треста на лес изначально были юридически необоснованны.
Трест обратился с иском в Верховный суд РФ, однако тот не нашёл оснований для пересмотра дела и в определении от 7 августа 2015 года оставил решение в силе..

## Население
| 1979    | 2002    | 2006    | 2007    | 2009    | 2010    | 2012    |
| ------- | ------- | ------- | ------- | ------- | ------- | ------- |
| 10 513  | ↗13 062 | ↗13 475 | ↗13 500 | ↗13 562 | ↘12 629 | ↗12 710 |
| 2013    | 2014    | 2015    | 2016    | 2017    | 2018    | 2019    |
| ↗12 855 | ↗12 869 | ↘12 823 | ↘12 744 | ↗12 944 | ↗13 088 | ↗13 200 |
| 2020    | 2021    | 2023    | 2024    |         |         |         |
| ↗13 521 | ↗14 523 | ↗14 550 | ↘14 536 |         |         |         |

## Экономика
Из предприятий посёлка наиболее заметен опытный завод, производящий металлоконструкции среднего размера. Работают таможенные склады; существует большой спектр малых предприятий.
— ООО «ТЕК-ПАК» — производитель бумажных пакетов и упаковки.

## Транспорт
Железнодорожная станция Селятино Киевского направления.
Внутрипоселковый транспорт (маршрутные такси):
- № 31 ст. Селятино — Больница (по улицам Теннисная и Клубная)

Транспорт, соединяющий с близлежащими населёнными пунктами:
- № 48 ст. Селятино — пос. Новоглаголево
- № 49 ст. Селятино — КЭЧ (пос. Калининец)
- № 55 пос. Селятино (Больница) — ст. Апрелевка
- № 60 ст. Селятино — г. Голицыно
- № 1027 (мт ООО «НПК», бывшее 33) ст. Апрелевка — Москва (Рассудово, пос. Киевский) — Наро-Фоминск, ст. Нара (остановка только на Киевском шоссе) (приостановлен)
- № 1038 Яковлевское — Больница

Транспорт, соединяющий с Москвой:
- № 309 г. Москва, М «Саларьево» — г. Наро-Фоминск, ст. Нара
- № 569 г. Москва, М «Саларьево» — пос. Калининец
- № 1001 г. Троицк, ТЦ «Троицк» — пос. Киевский
- № 1002 г. Москва, М «Саларьево» — пос. Киевский
- № 1029 (мт ООО «Перспектива», бывшее 64) г. Москва, ТРЦ «Мега Тёплый Стан» — Наро-Фоминск, ст. Нара (остановка только на Киевском шоссе) (приостановлен)

## Культура
С 1965 года в посёлке функционирует клуб «Мечта», при котором открыты различные кружки и школы: народный коллектив ансамбль народной музыки «Вечёрка», фольклорно-инструментальный ансамбль «Сударушка», образцовый коллектив хор «Капель», образцовый коллектив бальных танцев «Коррида», образцовый коллектив "Театр танца «Мечта», школа по классу гитары, детский театр «Карусель», авиамодельный клуб «Авиатор», студия «Фантазия», студия эстрадной музыки «Овердрайв», художественная студия «Игра цвета».
В 1964 году в Селятино была открыта библиотека. в 2004 году, в год 40-летия, библиотека стала победителем в областном конкурсе «Библиотека года» в номинации «Лучшая сельская библиотека Московской области».
6 мая 2016 года в Селятино был открыт Зал воинской славы. В нём собраны и представлены археологические находки — коллекции XVIII—XIX вв., а также находки-фрагменты Великой Отечественной войны.
В рядом расположенной деревне Алабино открыт Музей радио, работающий с 1990 года.
В 2019 году открыт двухзальный кинотеатр «Колибри».

### Образование
В посёлке расположены две средние общеобразовательные школы: школа № 1 на 1100 мест открыта в сентябре 2007 года (её строительство было заброшено в 1985 году; изначально она была рассчитана на 550 мест), школа № 2 на 954 места открыта в сентябре 1971, а также 3 детских сада. Действует школа рабочей молодёжи. С 1974 года открыто профессионально-техническое училище № 71 на 650 мест.
В бывшем здании школы № 1 на данный момент располагаются спортивная школа «Юность», МОУ ДОД дом детского творчества № 4, вечерняя же школа занимает лишь несколько кабинетов.

## Здравоохранение
Районная больница № 5 бывшая МСЧ48. В 1975 году построен Центральный военный госпиталь (госпиталь Министерства обороны).
- Покровское (Селятинское) кладбище

## Спорт
Спорт в посёлке начал развиваться с 1965 года со строительством футбольной, хоккейной, волейбольной площадок, площадки для игры в городки. Регулярно проводились соревнования среди предприятий посёлка. В 1980 году был построен спортивный комплекс «Строитель» с площадками для игры в футбол и хоккей. В 1982 году был возведён спортивный корпус, в котором располагались бассейны, волейбольные, баскетбольные, теннисные корты, гимнастический зал. В советское время в поселке были многочисленные детско-юношеские спортивные секции: футбольная, хоккейная, шахматная, борьбы, плавания, пулевой стрельбы и пр. Наиболее сильной была хоккейная секция, имевшая связь с детско-юношескими спортивными секциями столичных хоккейных клубов высшей лиги. Детско-юношеская футбольная секция (сборная поселка) выступала на первенство района, занимая призовые места.
В 2017 году был заложен спортивный комплекс «Ледовый Дворец», на территории которого расположены: ледовая арена с трибунами на 120 мест, гимнастический зал, музей хоккея, раздевалки, тренерские комнаты, кабинет врача, а также ряд административных и технических помещений.
В середине 1990-х годов на поле селятинского стадиона проводил отдельные домашние матчи клуб высшей лиги российского первенства по футболу московский ЦСКА, играла молодёжная сборная России. В 1998 году здесь проходили соревнования в рамках Всемирных юношеских игр.
В 2018 году во время чемпионата по футболу стадион «Строитель» стал базой тренировок сборной Туниса.

## Религия
В 1998—1999 была сооружена небольшая деревянная часовня иконы Божией Матери «Умиление», в которой сейчас проводятся все богослужения. С 2004 года велось строительство каменного пятиглавого храма Преподобного Серафима Саровского. Сейчас он открыт, деревянная часовня снесена. При храме открыта воскресная школа. Ежемесячно выпускается газета «Серафим». Настоятель храма — священник Александр Кречетов. Храм относится к Наро-Фоминскому благочинию Московской епархии.